# Gregorio Fontana (matematico)

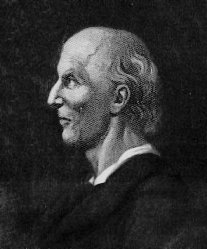
Ritratto di Gregorio Fontana

Gregorio Fontana, nato Giovanni Battista Lorenzo Fontana (Nogaredo, 7 dicembre 1735 – Milano, 24 agosto 1803), è stato un matematico e religioso italiano.

## Biografia
Nato nel 1735 a Nogaredo in Trentino, era fratello del fisico Felice Fontana (1730–1805).
Membro degli scolopi, essendosi distinto negli studi di matematica, succedette a Ruggero Giuseppe Boscovich nella cattedra di matematica dell'Università degli Studi di Pavia, dove proseguì gli studi sull'analisi e fu direttore della biblioteca Universitaria. Il 16 aprile 1795 divenne membro della Royal Society.
Massone fece parte della loggia milanese affiliata alla Gran Loggia Provinciale della Lombardia, dipendente dalla Gran Loggia Nazionale di Vienna.

## Opere

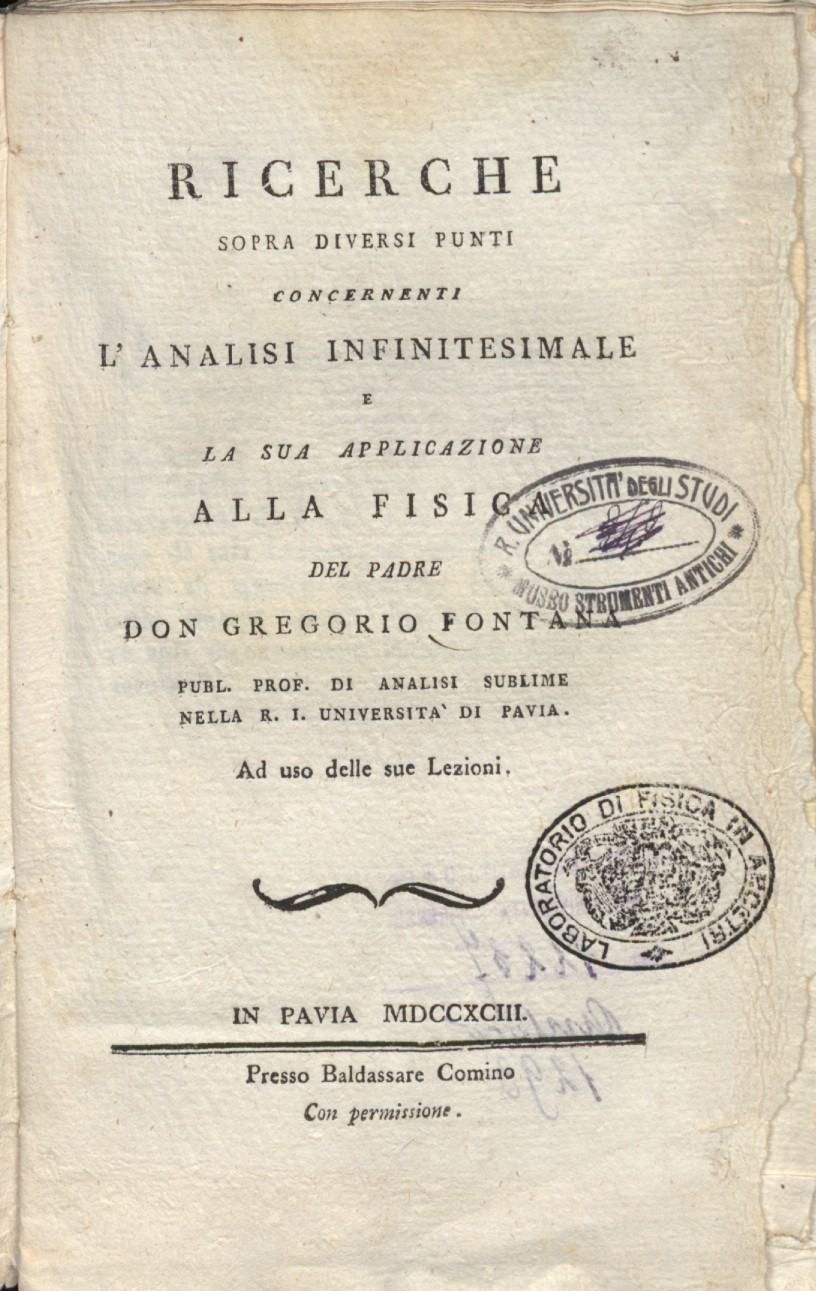
Ricerche sopra diversi punti concernenti l'analisi infinitesimale e la sua applicazione alla fisica, 1793

- (LA) Analyseos sublimioris opuscula, 1763.

- Delle altezze barometriche e di alcuni insigni paradossi relativi alle medesime, Bolzani, Giuseppe, 1771.

- Dissertazione idrodinamica, 1775.

- (LA) Disquisitiones physico-mathematicae, 1780.

- Dissertazione sul computo dell'errore probabile nelle sperienze ed osservazioni, 1781.

- Ricerche sopra diversi punti concernenti l'analisi infinitesimale e la sua applicazione alla fisica, Comino, Baldassare, 1793.

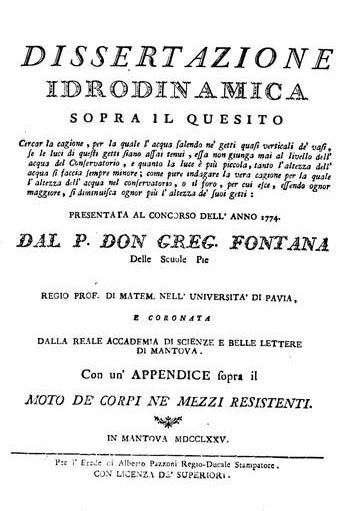
Dissertazione idrodinamica, 1775